# رانجو (فلم 2011)
رانجو (بالإنجليزية: Rango) هو فيلم رسوم متحركة غربي كوميدي أمريكي صدر سنة 2011، من إخراج غور فيربينسكي عن سيناريو لجون لوغان. شارك في إنتاج الفيلم فيربينسكي مع غراهام كينج وجون بي كارلز، ويؤدي فيه الأصوات كل من جوني ديب، وآيلا فيشر، وأبيجيل برسلين، ونيد بيتي، وألفريد مولينا، وبيل ناي، وستيفن روت، وهاري دين ستانتون، وراي وينستون، وتيموثي أوليفانت. تدور أحداث الفيلم حول رانجو وهو حرباء أليف يريد أن يصبح بطلاً، وحين يجد نفسه في بلدة أمريكية قذرة في الجنوب الأمريكي، يعيش فيها وكأنه شريفها وحاميها من اللصوص، خاصة حين يجد البلدة مستهدفة من بعض قطاع الطرق فيلعب أخيرًا الدور الذي أراده دومًا. تم إنتاج رانجو بواسطة نيكلوديون أفلام وبلايند وينك للإنتاج وأفلام جي كيه، وتم توزيعه بواسطة باراماونت بيكتشرز، فيما تم تصميم الرسوم المتحركة بواسطة إندستريال لايت آند ماجيك.
تم عرض رانجو لأول مرة في وست وود في 14 فبراير 2011، وتم إصداره في الولايات المتحدة في 4 مارس 2011. حقق الفيلم نجاحًا نقديًا وتجاريًا كبيرًا، حيث حقق 245.7 مليون دولار مقابل ميزانية قدرها 135 مليون دولار. في حفل توزيع جوائز الأوسكار الرابع والثمانون فاز الفيلم بجائزة الأوسكار لأفضل فيلم رسوم متحركة، مما يجعله أول فيلم غير تابع لديزني أو بيكسار يفوز منذ فيلم الأقدام المرحة عام 2006، وآخر فيلم يفوز حتى عام 2018 وفوز سبايدرمان: إنتو ذا سبايدر-فيرس.

## القصة
تتقطع السبل بحرباء أليف مهتم بالمسرح في صحراء موهافي بولاية نيفادا بعد سقوط حوضه عن طريق الخطأ من سيارة أصحابه. أثناء بحثه عن مأوى، يلتقي بمدرع ثماني الحزم يدعى رودكيل، والذي يبحث عن «روح الغرب» الخيالية، ويخبر الحرباء عن بلدة قديمة في الغرب تسمى «درت»، حيث يأتي الماء عن طريق طقوس غامضة يوم الأربعاء.
بدون خيارات أخرى، يتجه الحرباء إلى الصحراء. هناك، يتجنب بشكل وشيك أن يأكله باز أحمر الذيل شرس قبل أن يلتقي إغوانة صحراوية تمتلك مزرعة وتدعى ببينز والتي تأخذه إلى درت.
عندما يُسأل عن هويته، يقدم الحرباء نفسه لأهل البلدة كشخص غريب يدعى «رانجو» وسرعان ما يتورط مع الهيلية بيل، الذي يتحداه لمبارزة. يقاطع الباز المبارزة ويطارد رانجو، الذي يُسقط عن طريق الخطأ برج مائي فارغًا ويقتل الباز. يعتقد الناس أنه فعل ذلك عمدًا، فيمدحون رانجو، الذي يُعين كشريف جديد من قبل رئيس البلدية سلحفاة الصحراء جون. في الوقت نفسه، يقلق الناس من عودة جيك الأفعى الشهيرة بعد موت الباز.
بينما البلدة في حاجة ماسة إلى الماء خلال فترة جفاف، تطالب بينز رانجو بالتحقيق في مصير الماء وبالتالي، يساعد عن غير قصد عصابة من السارقين، بقيادة الخلد الذي يدعى بالثازار، على سرقة إمداد الماء من البنك. يُنظم رانجو فريق بحث يعثر لاحقًا على مدير البنك السيد ميريماك، ميتًا في وسط الصحراء. يتتبع فريق البحث اللصوص إلى مخبأهم، حيث يقاتلون عصابة بالثازار التي تركب الخفافيش من أجل الماء المسروق قبل اكتشاف أنه فارغ. يقول اللصوص إنهم وجدوه بهذه الحالة، لكن رغم ذلك يأخذهم رانجو إلى الحجز.
بعد أن يستجوبه رانجو حول شرائه للأرض حول درت، يحضر جون جيك الأفعى، الذي يطرده خارج البلدة بعد أن يجبره على الاعتراف بأكاذيبه أمام الناس. محطم الخواطر، يعود رانجو إلى الطريق السريع، حيث يفقد الوعي بعد عبوره إلى الجانب الآخر. يلتقي في النهاية بروح الغرب، وهو رجل مسن لا يحمل اسمًا، والذي ينصحه بالعودة إلى درت وتصحيح الأمور، قائلاً له: «لا يمكن لرجل أن يترك قصته».
مع مساعدة رودكيل واليكة المتحركة الغامضة، يكتشف رانجو صمامًا طارئًا في خط أنابيب الماء إلى لاس فيغاس. كان جون يتلاعب به ليسبب نقص الماء حتى يتمكن من شراء الأرض لنفسه.
برصاصة واحدة، يعود رانجو إلى درت ويتحدى جيك إلى مبارزة، تحيلًا للسماح لليكة بإعادة تأمين ماء البلدة ولرانجو لإثبات شجاعته لجيك. ومع ذلك، يجبر جون وأتباعه رانجو على الاستسلام عن طريق التهديد بحياة بينز قبل محاولة غرق الثنائي داخل خزان البنك.
ثم يحاول جون إطلاق النار على جيك ببندقية رانجو معتقدًا أن كل منه ورانجو يمثلان الكثير من التقاليد القديمة لكن يجد أن رانجو قد أخذ الرصاصة الوحيدة، والتي يستخدمها لتحطيم باب الزجاج لخزان البنك، وتحرير نفسه وبينز. مُعجبًا، يحيي جيك رانجو لإثبات شجاعته قبل أن يأخذ جون ويحصل على انتقامه لهذا الفعل الخائن. يحتفل مواطنو درت بعودة إمدادات ماءهم، ورانجو، الآن أصبح بطلًا حقيقيًا.

## طاقم التمثيل الصوتي
- جوني ديب في دور رانجو
- آيلا فيشر في دور بينز
- أبيجيل برسلين في دور بريسيلا
- نيد بيتي في دور جون
- ألفريد مولينا في دور رودكيل
- بيل ناي في دور جيك
- هاري دين ستانتون في دور بالثازار
- راي وينستون في دور بيل الشرير
- تيموثي أوليفانت في دور روح الغرب
- ستيفن روت في دور دوك الطبيب
- مايل فلاناغان في دور لاكي
- آلانا أوباش في دور بوو
- إيان أبيركرومبي في دور أمبروس
- جيل برمنغهام في دور الطائر الجريح
- كلوديا بلاك في دور أنجيليكا
- بليك كلارك في دور بيفورد

## الميزانية والإيرادات
بلغت تكلفة إنتاج الفيلم حوالي 135 مليون دولار بينما حقق أرباحا تقدر بـ 245,375,374 دولار.

## وصلات خارجية
- مقالات تستعمل روابط فنية بلا صلة مع ويكي بيانات